# Crevecoeur (fort)

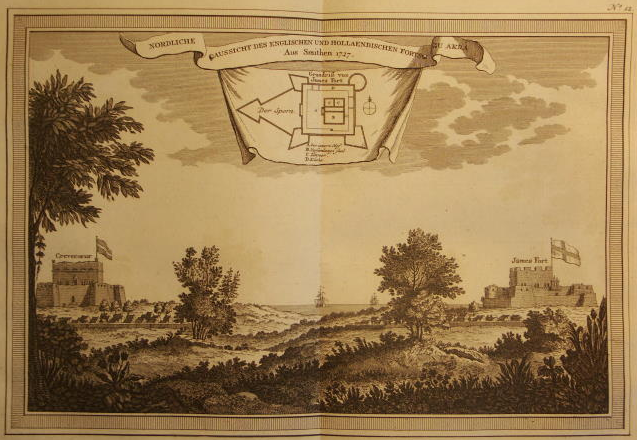
Het Britse Fort James en het Nederlandse Fort Crevecoeur

Fort Crevecoeur is een fort aan de Goudkust in het huidige Ghana. Het fort werd gebruikt voor de slavenhandel door met name de West-Indische Compagnie. Het werd genoemd naar Fort Crèvecoeur in 's-Hertogenbosch, dat een cruciale rol had gespeeld bij het Beleg van 's-Hertogenbosch.

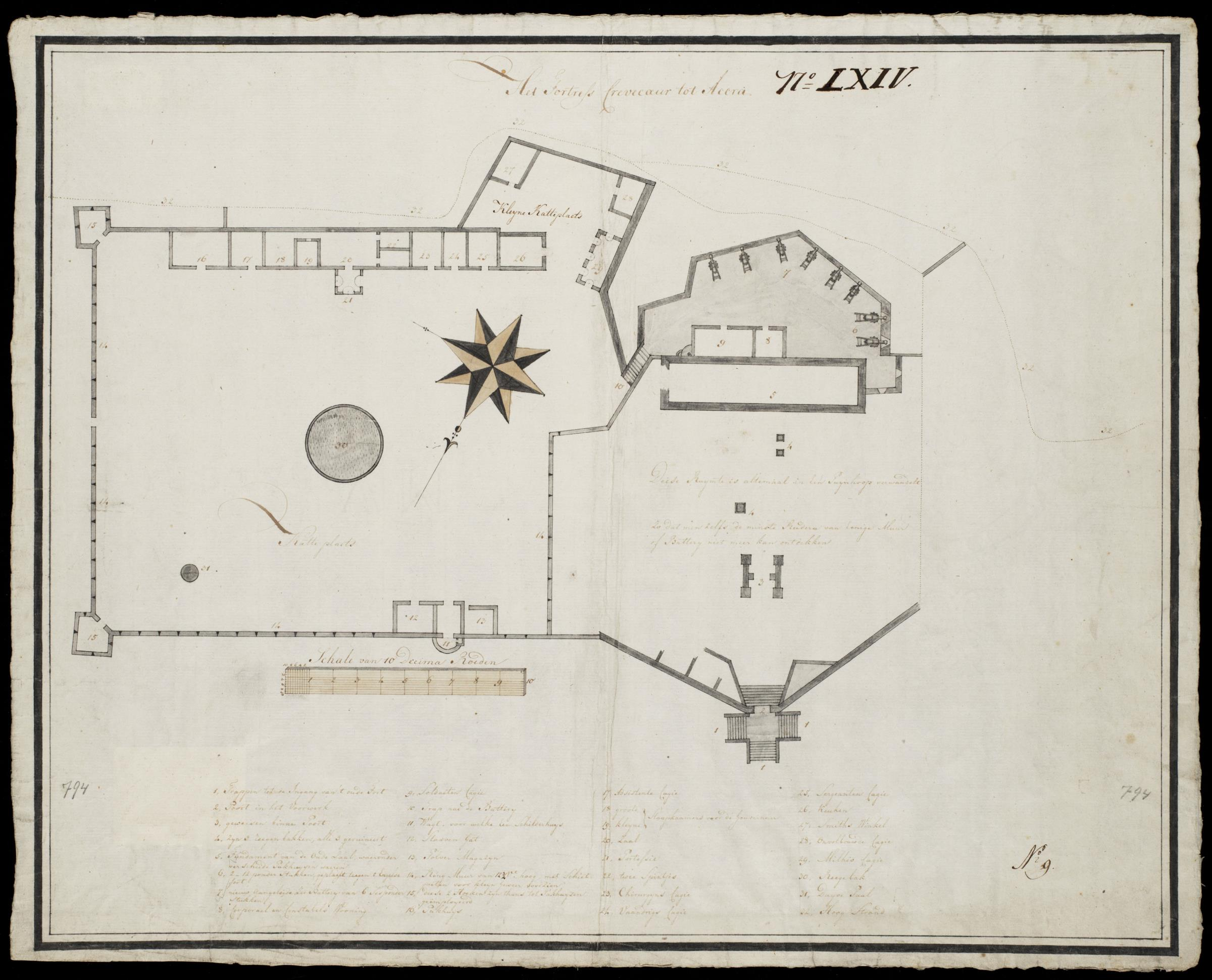
Plattegrond van Fort Crevecoeur te Accra

Het fort werd gebouwd door de WIC in 1649 nabij Ussher Town dat tegenwoordig in Accra ligt. Met uitzondering van een korte Britse periode tussen 1782 en 1786 bleef het fort tot aan 1867 Nederlands, waarna het alsnog Brits werd. Later is het fort herbenoemd en heet nu Ussher fort. Het is mogelijk om tegen een kleine betaling in het fort rond te kijken. 